# Maschinenbauingenieur
Maschinenbauingenieur ist die Berufsbezeichnung für einen Ingenieur des Maschinenbaus nach Abschluss eines Maschinenbaustudiums.

## Deutschland

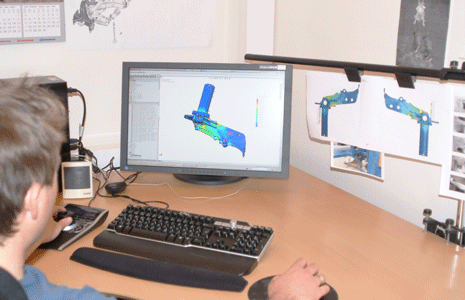
Entwicklungsingenieur bei der rechnergestützten Konstruktion

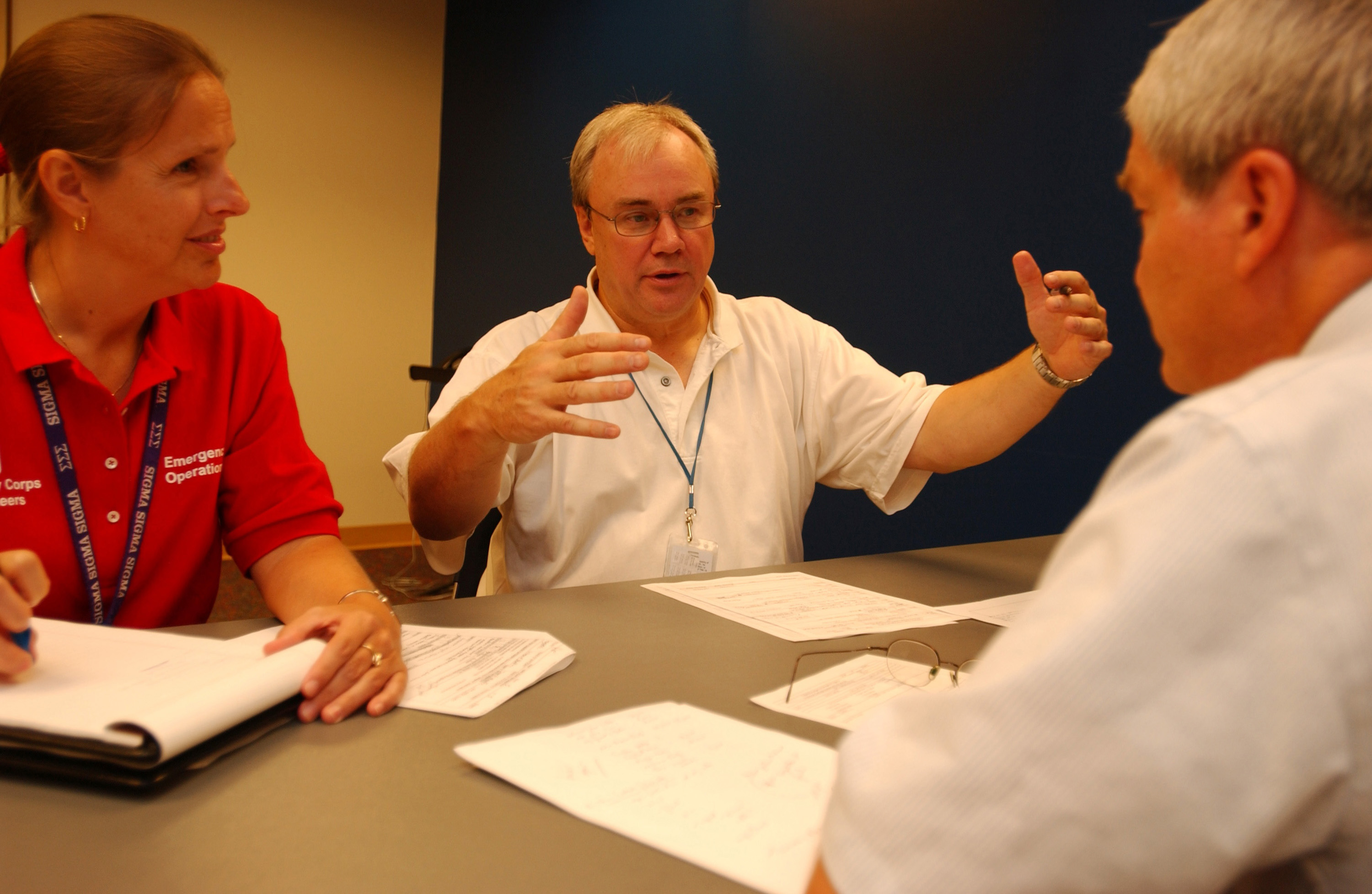
Ingenieure bei einer Besprechung

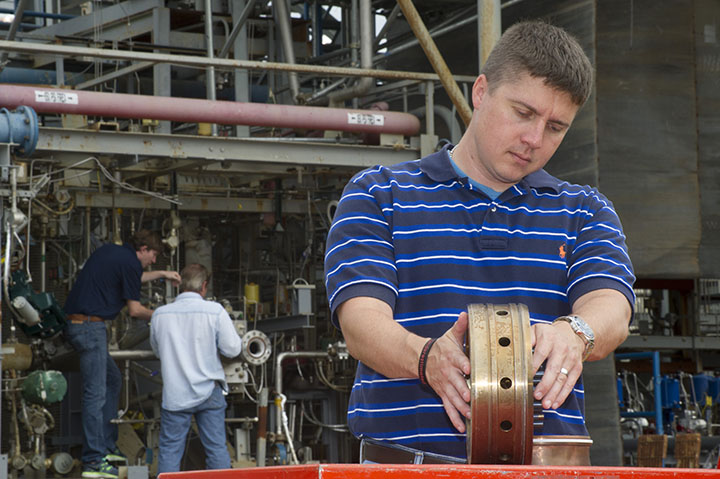
Maschinenbauingenieur bei der Begutachtung eines Prototyps

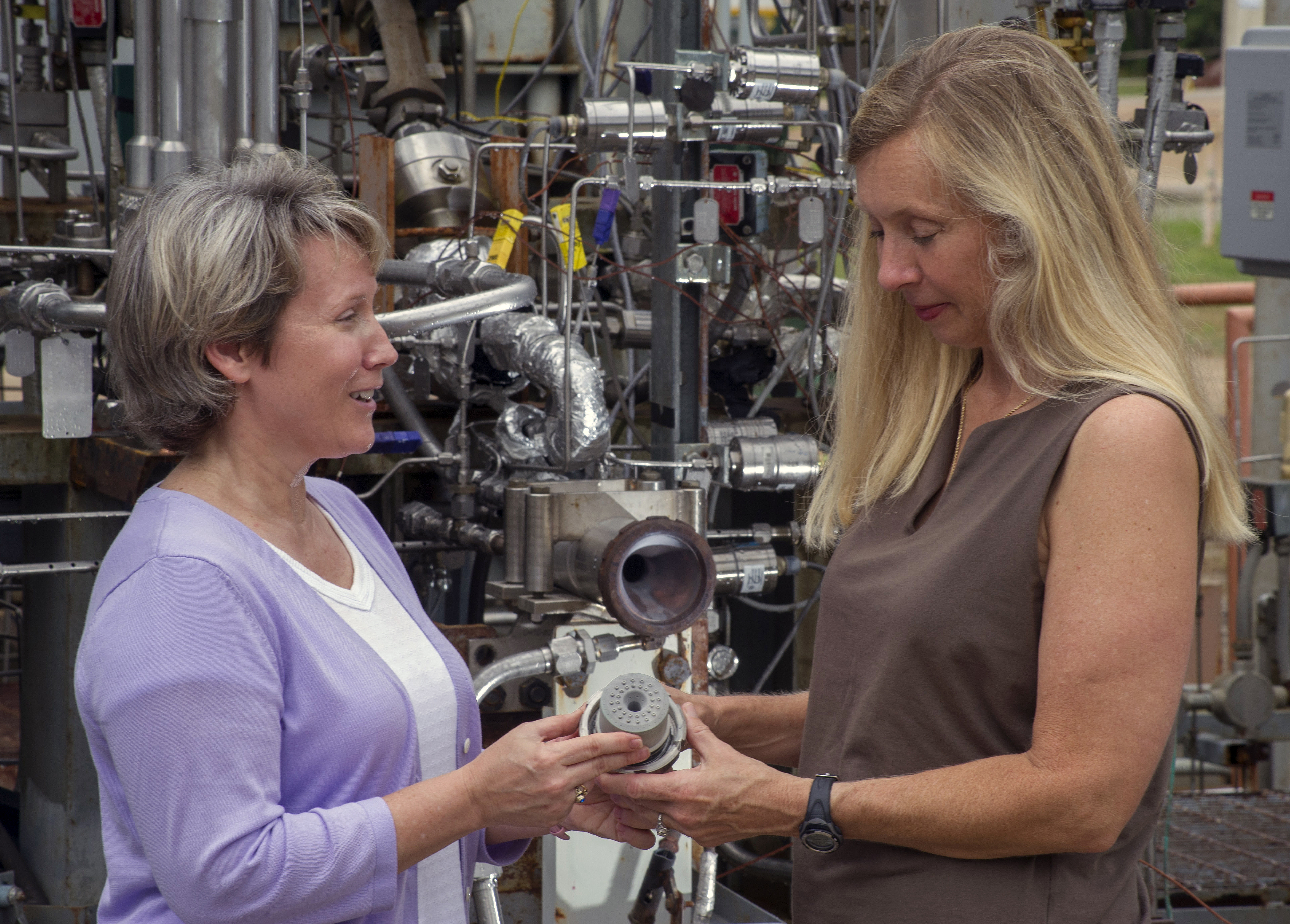
Maschinenbauingenieurinnen untersuchen ein Bauteil

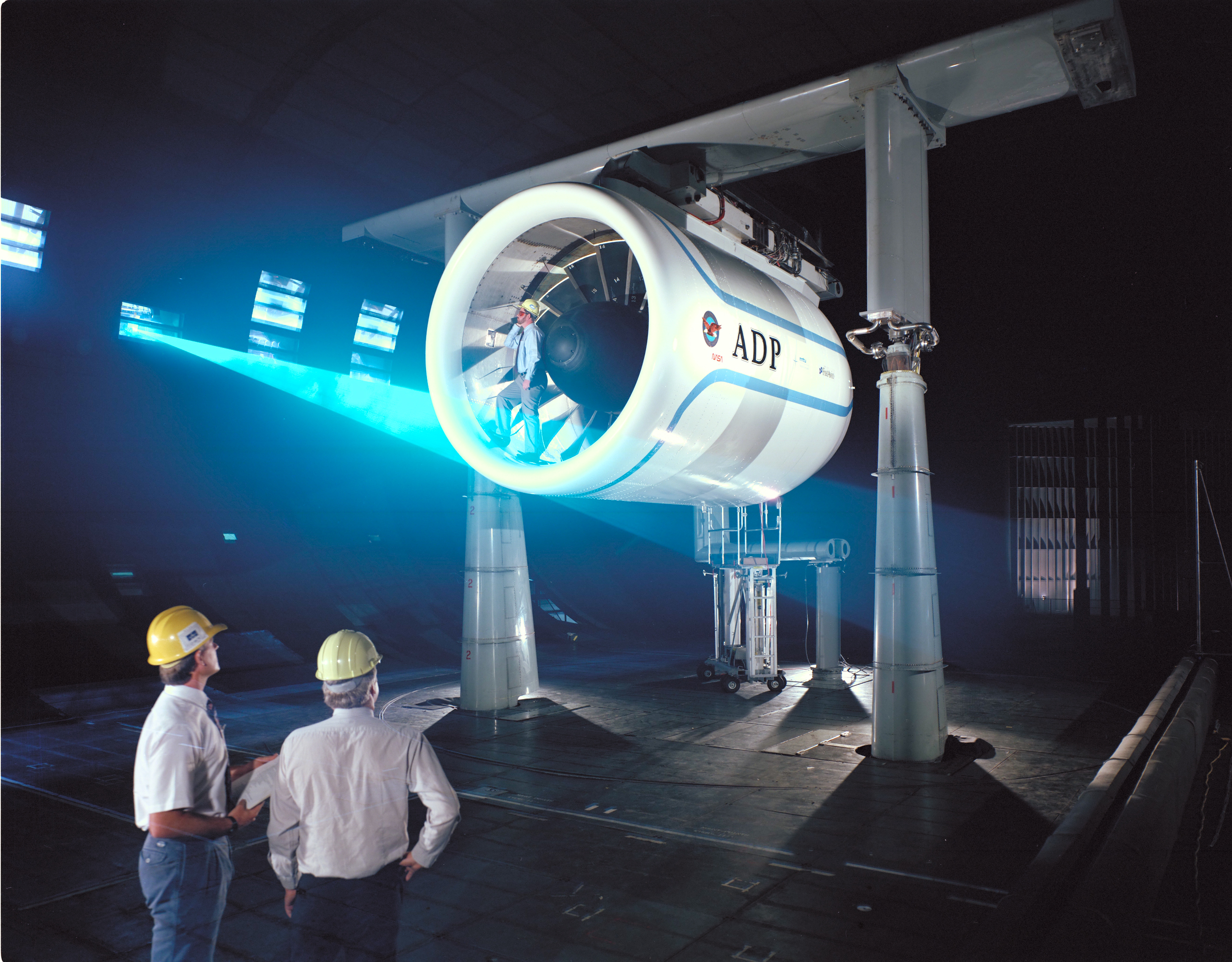
Maschinenbauingenieure im Versuchsfeld

### Aufgabenbereich
Je nach Vertiefung im Studium gehören zu den Aufgabengebieten eines Maschinenbauingenieurs neben klassischen Maschinenbaudisziplinen, wie der Konstruktion und Entwicklung von Maschinen und Anlagen, auch Themen aus der Fahrzeugtechnik, Feinwerktechnik, Werkstoffkunde, Strömungsmechanik, Thermodynamik, Mechanik, Steuerungs- und Regelungstechnik sowie weiteren Fachgebieten.
Aufgabe des Maschinenbauingenieurs ist es hierbei, neue Problemstellungen aus seinem Fachgebiet durch bekannte oder unbekannte systematische Lösungswege und -strategien zu bewältigen und die Lösungen zu dokumentieren.

### Ausbildung
Maschinenbauingenieure haben üblicherweise ein Studium des Allgemeinen Maschinenbaus absolviert. Die Ausbildung dauert mindestens 6–7 Semester für einen Bachelor- und 3–4 Semester für den anschließenden Master-Abschluss. Die Ausbildung setzt sich aus mathematischen, naturwissenschaftlichen und ingenieurwissenschaftlichen Grundlagen zusammen. Die Mathematik dient dabei als Hilfsmittel für die Problembeschreibung und -lösung, und die Grundlagen der Physik und Chemie unterstützen das Verständnis der allgemeinen Zusammenhänge. Auch die Informatik spielt im Studium seit einigen Jahren eine große Rolle, da in vielen Bereichen des Maschinenbaus neben CAD auch FEM und CFD Anwendung finden.
Den Kern der Ausbildung bilden jedoch weiterhin die ingenieurwissenschaftlichen Fächer der Mechanik, Werkstoffkunde, Konstruktionslehre, Elektrotechnik, Thermodynamik, Strömungsmechanik und Mess-, Steuerungs- und Regelungstechnik. Auf ihnen bauen alle später folgenden Spezialisierungen auf, und die in ihnen angewandten Ansätze und Vorgehensweisen bilden die Basis zur Bewältigung späterer Aufgaben.
Vermittelt werden neben Detailwissen über Maschinen, Bauteile und Stoffe auch die Wirkzusammenhänge und Wege zur Problemlösung. Den angehenden Ingenieuren wird gelehrt, in Systemen zu denken, diese zu erkennen und zu zerlegen. So können hochkomplexe Systeme wie Kraftwerke, Automobile oder Flugzeuge in allen Einzelheiten betrachtet, optimiert und später als Ganzes gefertigt werden.
Das Studium wird heute in der Regel mit einem Bachelor of Science / Master of Science oder Bachelor of Engineering / Master of Engineering abgeschlossen und berechtigt danach zum Führen des akademischen Grads Bachelor / Master of Science (B.Sc. / M.Sc.) oder Bachelor / Master of Engineering (B.Eng. / M.Eng.). Der Grad des Diplom-Ingenieurs (Dipl.-Ing.) (Abschluss an der Universität oder Technischen Hochschule erworben) oder Dipl.-Ing. (FH) (Abschluss an einer Fachhochschule erworben) wird weiterhin vergeben, es ist in Deutschland jedoch aufgrund des Bologna-Prozesses nur noch selten möglich, ein Diplomstudium im Maschinenbau zu beginnen. Der von Berufsakademien verliehene Dipl.-Ing. (BA) ist kein akademischer Grad, sondern eine staatliche Bezeichnung. Promovierte Maschinenbauingenieure erhalten in Deutschland den im Ausland nicht vergebenen akademischen Doktorgrad Dr.-Ing., das internationale Äquivalent hierzu ist die Promotion mit dem Doktorgrad eines Ph.D., gegebenenfalls erweitert um die Angabe der jeweiligen Fachrichtung.

### Arbeitgeber
Maschinenbauingenieure arbeiten vor allem in Betrieben des Maschinen-, Anlagen- und Fahrzeugbaus sowie deren Zulieferfirmen oder in Dienstleistungsfirmen wie z. B. Ingenieurbüros. Aber auch in der Forschung an Universitäten und Hochschulen sind Ingenieure beschäftigt. Darüber hinaus sind viele Ingenieure mit Ingenieurdienstleistungen oder eigenen Betrieben selbständig.
Maschinenbauingenieure sind in Unternehmen in den verschiedensten Bereichen tätig. Diese reichen vom Vertrieb, Einkauf, Entwicklung, Fertigung, Wartung bis zur Logistik oder sogar Marketing. Dabei können sie, über der Ingenieurstelle (Entwicklungsingenieur) hinaus, die Positionen vom Geschäftsführer, Bereichs-, Abteilungs-, Gruppen-, Team- oder Projektleiters einnehmen.
Sie finden aber auch Arbeit an Universitäten, Fachhochschulen und Technikerschulen in den Bereichen Forschung, Lehre und Entwicklung.
Klassische Berufsbilder eines Maschinenbauingenieurs sind:
- Entwicklungsingenieur
- Berechnungsingenieur
- Konstrukteur
- Fertigungsingenieur
- Betriebsingenieur
- Vertriebsingenieur

## Österreich
In Österreich werden neben den Absolventen von Technischen Universitäten bzw. Fachhochschulen auch Abgänger von Höheren Technischen Lehranstalten (HTLs), die nach dem Ingenieurgesetz 2006 bzw. 2017 die Standesbezeichnung/Qualifikation Ingenieur (Ing.) tragen, im Fachbereich Maschinenbau als Maschinenbauingenieure bezeichnet.